# The International Society of Sports Nutrition
The International Society of Sports Nutrition (ISSN) er en engelsk almennyttig organisation, som er dedikeret til udvikling af sportsernæring og kosttilskud på videnskabelig basis.
ISSN afholder konferencer, producerer undervisningsmateriale, giver foredrag og holder kurser i forbindelse med ovennævnte.

## Ekstern henvisning og kilde
- The International Society of Sports Nutritions hjemmeside (engelsk)